# Evanílson (ur. 1975)
Evanílson, właśc. Evanílson Aparecido Ferreira (ur. 12 września 1975 w Diamantinie) – brazylijski piłkarz występujący podczas kariery na pozycji prawego obrońcy.

## Kariera
Zaczynał karierę w brazylijskim klubie EC Santa Teresa, gdzie występował do końca 1995 roku. Później przeniósł się do Amériki Belo Horizonte, skąd po 2 sezonach trafił do jednego z największych klubów Brazylii Cruzeiro EC. W 1999 roku został wypożyczony do AC Parmy, jednak była to transakcja tylko „na papierze”, ponieważ Evanilson niemal natychmiast po tej transakcji został sprzedany do Borussii Dortmund. Podczas 6 lat gry w Bundeslidze Evanilson zagrał w 123 spotkaniach i strzelił 4 bramki. Łącznie w BVB zagrał 166 razy i strzelił 4 bramki, zdobył z tym klubem Mistrzostwo Niemiec oraz dotarł do finału pucharu UEFA. W wyniku częstych kontuzji 24 kwietnia 2005 roku odszedł z Dortmundu, przenosząc się do brazylijskiego zespołu Atlético Mineiro. Podczas sezonu 2005, 06 trafił za darmo do 1. FC Köln. Po zakończeniu sezonu powrócił do Brazylii i następnie był piłkarzem takich klubów jak: Athletico Paranaense, Sport Recife i Vitória. W 2009 roku wrócił do Amériki, w której w następnym roku zakończył karierę.
W latach 1999–2000 wystąpił 13 razy w reprezentacji Brazylii, debiutując w spotkaniu z Holandią. Ostatni występ zaliczył z Chile.

## Osiągnięcia
- Mistrzostwo 2 dywizji (Brazylia) z América Belo Horizonte (1997)
- Mistrzostwo Niemiec z Borussią Dortmund (2002),
- Finał Pucharu UEFA z Borussią Dortmund (2002),
- Mistrzostwo stanu Pernambuco (Brazylia) ze Sport Recife (2007)